# Fernwood 2 Night
Pour les articles homonymes, voir Fernwood.
Fernwood 2 Night est une série télévisée comique américaine en soixante-cinq épisodes de 30 minutes, diffusés entre le 4 juillet et le 30 septembre 1977 en syndication. Elle est créée par Norman Lear et produite par Alan Thicke en remplacement estival de Mary Hartman, Mary Hartman. Il s'agit d'un talk-show parodique présenté par Barth Gimble et Jerry Hubbard, accompagnés par un groupe de musique interprété par Frank De Vol et Tommy Tedesco. Barth serait le jumeau de Garth Gimble de Mary Hartman.
Tout comme Mary Hartman, Fernwood 2 Night se déroule dans la ville fictive de Fernwood en Ohio. La série se moque des véritables talk-shows ainsi que des budgets restreints dont on peut s'attendre des programmes télévisuels américains de productions locales de petites villes du Midwest. Des acteurs bien connus apparaissent généralement en jouant des personnages ou leur propre rôle.
Après une saison, les producteurs réorganisent la série en 1978 sous le nom d'America 2-Night. Dans cette deuxième version, l'émission de Barth et Jerry quitte Fernwood pour rejoindre la Californie du Sud, plus particulièrement la ville fictive d'Alta Coma. Elle est diffusée à l'échelle nationale sur le réseau fictif UBS. Ce changement de décors rend plus plausible les apparitions de célébrités dans leur propre rôle.
En 2001, Martin Mull et Fred Willard reprennent leurs rôles dans une pièce de théâtre rétrospective au Comedy Festival tenu à Aspen au Colorado.
Cette série est inédite dans tous les pays francophones.

## Fiche technique
Sauf indication contraire, les informations mentionnées dans cette section peuvent être confirmées par la base de données cinématographiques IMDb,  présente dans la section « Liens externes ».
- Titre original : Fernwood 2 Night
- Réalisation : Tom Csiki, Jim Drake, Louis J. Horvitz et Howard Storm
- Scénario : Norman Lear, Tom Moore, Jeremy Stevens, Alan Thicke, James R. Stein, Bob Illes, Wayne Kline, Jack Douglas, Harry Shearer, Judith Kahan, John Boni, Tom Dunsmuir, Hanala Sagal et Norman Stiles
- Photographie :
- Musique : Frank De Vol
- Casting : Eve Brandstein
- Montage :
- Décors :
- Production : Alan Thicke et Bob Illes
  - Producteur associé : Rita Dillon et Patricia Fass Palmer
  - Consultant créatif : Tom Dunsmuir, Judith Kahan et Ben Stein
- Sociétés de production : ELP Communications
- Société de distribution : ELP Communications
- Chaîne d'origine : Syndication
- Pays d'origine :  États-Unis
- Langue originale : anglais
- Genre : Comédie, talk-show parodique
- Durée : 30 minutes

## Distribution

### Acteurs principaux
- Martin Mull : Barth Gimble
- Fred Willard : Jerry Hubbard
- Frank De Vol : Happy Kyne
- Tommy Tedesco : Tommy Marinucci
- Frank Marocco : Frankie Carbone
- Eddie Robertson : Eddie Thomerson
- Kenneth Mars : William W.D. Prize
- Vern Rowe : Vernon Taylor
- Kathy McCullen : Debbie Dunbar
- Bill Kirchenbauer : Tony Rolletti
- Jim Varney : Virgil Simms
- Craig Richard Nelson : Dr Richard Osgood
- Geraldine Papel : Candy Lee Hargrove
- Robert B. Williams : Garth Gimble, Sr.
- Terence McGovern : Larry Guy
- Bruce Mahler : Howard Palmer

### Invités

#### Personnages
- Richard Kline : Dr Stanley Turnbull
- Susan Elliott : Susan Cloud
- Fannie Flagg : Sylvia Miller
- Dabney Coleman : le maire Merle Jeeter
- Gile Steele : Porky
- Charlene Tilton : Ginny Dunbar
- Rhoda Williams : Mme Betty Froelich
- Paul Barselou : Earl Simmons
- Robert Easton : Nelson Phipps
- Fred Grandy : Dr Alexander Beach
- Graham Jarvis : Charlie Haggars
- Deirdre O'Connell : Lisa Martin
- Tim Reid : Matthew Johnson
- Nedra Volz : Barbara Forman

#### Eux-mêmes
- Rocky Bonifield
- Harry Shearer
- Tom Waits

## Épisodes
1. Talk to a Jew
2. Leisure Suits Cause Cancer
3. The Wonderblender
4. Corporal Punishment I
5. Corporal Punishment II
6. Fernwood Fascinating Females
7. Hearing Ear Dogs for the Deaf
8. Congressman Chambers
9. No-Frills Hospitals
10. Ethnic Myths
11. Lillian Dunbar
12. Uncle Sam, Jr. I
13. Tony Rolletti and Susan Cloud
14. Breeding Athletes
15. Animal Sexuality
16. Garth Gimble Memorial Tennis Classic
17. Miss Bun-N-Run
18. Lou Moffatt on Land Deals
19. Uncle Sam, Jr. II
20. Comedy Sales Techniques
21. Tom Waits
22. Mental Illness Home Test
23. Nasally Impaired
24. Singers and Salesmen
25. Criminal Justice
26. Still a Dream
27. Fernwood Blood Drive
28. Ratings Week
29. Babershop Trio
30. Two Ladies Against Pornography
31. Church of the Devine Lemonade
32. Roger Bellman
33. The Fitness Twins
34. You Are You
35. The Barber
36. X-Rated Shopping Mall
37. Tony Rolletti's Autobiography
38. Getting the Most from Your Warranty
39. Nudists
40. Wrestling
41. Tony and Chance Rolletti
42. Solving Water Shortages
43. Sex Therapy
44. Real Estate Tips
45. Skateboard Angel
46. Mobile Home Daredevil
47. Rev. Chung Hee
48. Pot Sniffing
49. Pet Mating Service
50. Harrison Edwards' Moon
51. Behind Hollywood
52. Etiquette Guidelines
53. Aunt Edith
54. National Liquor Lobby
55. Dr. Harlen Washburn
56. Theological Correspondance Course
57. Singles Mingles Club
58. Lattimore Diet Program
59. Battery Powered Car
60. Harry Shearer
61. Amusement and Healing Parks
62. Indian Princess
63. Fan Club President
64. The Ransom
65. Save "Fernwood 2Night" Telethon